# Hammouda Sabbagh
Hammouda Youssef Sabbagh (en árabe: حمودة يوسف الصباغ‎; Al-Hasakah, 10 de febrero de 1959) es un abogado y político sirio, que ejerció el cargo de Presidente del Consejo Popular de Siria desde septiembre de 2017 hasta diciembre de 2024. Él es el primer Cristiano ortodoxo que ha ocupado el cargo.
Nacido en Al-Hasakah en 1959, es abogado de la Universidad de Damasco. Se desempeñó como jefe del Colegio de Abogados de la gobernación de Al-Hasakah (1997-2001), Miembro del Colegio de Abogados de Hasakah y de la Unión Árabe de Abogados.
Fue elegido miembro del Consejo Popular de Siria en las elecciones parlamentarias de 2007, siendo reelegido en los comicios de 2012, 2016 y 2020.
Ha sido Comando Regional del Partido Baaz Árabe Socialista – Región Siria desde 2017 y del Comité Central del partido desde 2005.